# 田尻町 (宮城県)
田尻町（たじりちょう）は、平成18年（2006年）まで宮城県遠田郡にあった町。現在は大崎市の一部。
大崎平野のほぼ中央に位置する。町の北部には渡り鳥が数多く飛来する蕪栗沼を擁し、東部には町のシンボルである加護坊山を有する。
人口の約6割が農業に従事する稲作と畜産を基盤とした町であり、町の面積のおよそ半分が農地であった。3路線の乗換駅小牛田駅をもつ小牛田町および県北の経済中心地として発展してきた古川市と隣接していることもあり、古くからこれら2市町への生活依存度が高かった。

## 地理
宮城県北部に位置する。田園地帯が広がり、北部から東部にかけては丘陵地帯が続く。年間平均気温11.0度、年間降水量914mm。
- 山：加護坊山（標高224m）
- 河川：江合川、旧迫川、萱刈川、小山田川、田尻川
- 湖沼：蕪栗沼

## 沿革
- 明治22年（1889年）4月1日 - 町村制施行にともない、田尻村・大嶺村・小松村・諏訪峠村・通木村・中目村・沼木村・北牧目村・八幡村の計9か村が合併して新制の田尻村が発足。
- 明治35年（1902年）12月26日 - 町制施行し、田尻町となる。
- 昭和29年（1954年）5月3日 - 大貫村・沼部村と合併し、新制の田尻町が発足。
- 平成18年（2006年）3月31日 - 古川市・鹿島台町・三本木町・松山町・岩出山町・鳴子町と合併し、大崎市となる。

## 行政
- 歴代村長

| 代 | 氏名           | 就任                      | 退任                       | 備考 |
| -- | -------------- | ------------------------- | -------------------------- | ---- |
| 1  | 佐々木吉右ェ門 | 明治22年（1889年）4月22日 | 明治23年（1890年）4月21日  |      |
| 2  | 佐々木栄介     | 明治23年（1890年）4月22日 | 明治24年（1891年）3月7日   |      |
| 3  | 豊原宗造       | 明治24年（1891年）3月13日 | 明治25年（1892年）9月14日  |      |
| 4  | 青野三郎太     | 明治25年（1892年）10月1日 | 明治31年（1898年）4月5日   |      |
| 5  | 三原信知       | 明治31年（1898年）4月29日 | 明治35年（1902年）12月25日 |      |

- 歴代町長

昭和の合併以前
| 代 | 氏名         | 就任                       | 退任                       | 備考         |
| -- | ------------ | -------------------------- | -------------------------- | ------------ |
| 1  | 三原信知     | 明治35年（1902年）12月26日 | 明治39年（1906年）10月30日 | 村長より留任 |
| 2  | 三沢庄之助   | 明治40年（1907年）3月23日  | 明治42年（1909年）4月24日  |              |
| 3  | 阿部又右ェ門 | 明治42年（1909年）6月5日   | 大正6年（1917年）7月9日    |              |
| 4  | 佐々木久三郎 | 大正6年（1917年）7月16日   | 大正12年（1923年）8月6日   |              |
| 5  | 千葉甲兵衛   | 大正12年（1923年）10月16日 | 昭和14年（1939年）6月10日  |              |
| 6  | 岡恭介       | 昭和14年（1939年）6月20日  | 昭和20年（1945年）10月24日 |              |
| 7  | 田中勝       | 昭和21年（1946年）1月15日  | 昭和22年（1947年）1月28日  |              |
| 8  | 師義三       | 昭和22年（1947年）4月8日   | 昭和25年（1950年）3月28日  |              |
| 9  | 恵比寿兵蔵   | 昭和25年（1950年）5月2日   | 昭和27年（1952年）3月31日  |              |
| 10 | 佐々木敬一   | 昭和27年（1952年）5月13日  | 昭和29年（1954年）5月2日   |              |

昭和の合併以後
| 代 | 氏名       | 就任                      | 退任                      | 備考   |
| -- | ---------- | ------------------------- | ------------------------- | ------ |
| 1  | 佐々木敬一 | 昭和29年（1954年）6月18日 | 昭和42年（1967年）1月7日  | 旧町長 |
| 2  | 山村健吾   | 昭和42年（1967年）2月10日 | 昭和50年（1975年）2月9日  |        |
| 3  | 峯浦耘蔵   | 昭和50年（1975年）2月10日 | 平成7年（1995年）2月9日   |        |
| 4  | 堀江敏正   | 平成7年（1995年）2月10日  | 平成18年（2006年）3月30日 |        |

昭和33年（1958年）に建設された町役場（現在の大崎市田尻総合支所）は、全国的にも珍しいロタンダの庁舎だったが、2017年に取り壊しが決定した。

## 経済

### 産業
稲作と畜産を中心とした農業が主体。
- 農家人口：8,136人
- 農家数：1,655戸
- 農地面積：3,263ha
- 農業粗生産額：合計5,210百万円
  - 米3,170百万円
  - 畜産1,560百万円

## 姉妹都市・提携都市

### 国内
- 田尻町（大阪府）
  - 1991年10月10日 友好都市締結

## 教育
高等学校
宮城県田尻高等学校
中学校
田尻町立田尻中学校
小学校
田尻町立田尻小学校
田尻町立沼部小学校
田尻町立大貫小学校

## 交通

### 鉄道
- 東日本旅客鉄道
  - 東北本線：田尻駅

### 路線バス
- 田尻町思いやりバス

### 道路
- 都道府県道
  - 町内を走る県道：宮城県道15号古川登米線、宮城県道19号鹿島台高清水線、宮城県道29号河南築館線、宮城県道173号涌谷田尻線、宮城県道174号田尻停車場線、宮城県道175号田尻瀬峰線

## 名所・旧跡・観光スポット・祭事・催事
- 加護坊山（かごぼうやま）
  - 四季彩館
  - 加護坊パークゴルフ場
- 蕪栗沼（かぶくりぬま） - 2005年にラムサール条約登録が決定した。
- 大崎八幡神社
- 農村運動公園
- 恵比須田遺跡
  - 遮光器土偶（国の重要文化財、1981年指定、東京国立博物館蔵）
- 木戸瓦窯跡（国の史跡、1976年指定）
- 弘安七年の碑 （1284年の年号が刻まれた町内最古の供養碑）

### 祭り
- 加護坊桜まつり（4月下旬～5月上旬）
- 加茂神社例大祭（8月22日～23日）
- 熊野神社例祭（9月18日～19日）

### イベント
- 田尻クロスカントリー大会（2月7日）
- 田尻互市（4月4日～5日、11月上旬）
- パークゴルフ全国交流大会「さくらカップ」（4月24日（前夜祭）、25日（大会））
- ジャンボ肉まつりinたじり（8月中旬）

## 出身有名人
- 梶塚隆二（陸軍軍医総監、満州関東軍軍医部長、731部隊の統括・監督）
- 今川和彦（東京大学教授）
- 佐野好昭（宮城県副知事）
- 千坂紗雪（仙台放送アナウンサー）
- 鈴木直之進（幕末期の剣客）